# Møllevangskirken
Møllevangskirken ligger i Aarhus-bydelen Møllevangen. Tidligere i Hasle Herred, Århus Amt. Den er tegnet af arkitekt C.F. Møller og opført i rødbrændte teglsten. Over alterbordet af gule teglsten hænger et krucifiks af egetræ udført af billedhuggeren Erik Heide. Det 25 meter høje kirketårn blev opført i 1969.
- Tårnet
- Skibet
- Døbefont
- Alter

## Eksterne kilder og henvisninger
- Møllevangskirken hos KortTilKirken.dk
- Møllevangskirken hos danmarkskirker.natmus.dk (Danmarks Kirker, Nationalmuseet)

- Wikimedia Commons har flere filer relateret til Møllevangskirken